# Pseudanthenea grayi
Pseudanthenea grayi är en sjöstjärneart som först beskrevs av Perrier 1875.  Pseudanthenea grayi ingår i släktet Pseudanthenea och familjen Oreasteridae. Inga underarter finns listade i Catalogue of Life.